# Kostel svatého Bartoloměje (Kojetín)
Kostel svatého Bartoloměje byl římskokatolický filiální kostel zasvěcený svatému Bartolomějovi v Kojetíně v okrese Chomutov.

## Historie
Farní kostel je v Kojetíně připomínán již v roce 1352. Na jeho místě byl v roce 1747 postaven nový kostel v barokním slohu a dne 21. ledna 1748 byl vysvěcen. Na konci osmnáctého století zanikla kojetínská farnost a kostel byl jako filiální přičleněn k farnosti v Radonicích. 

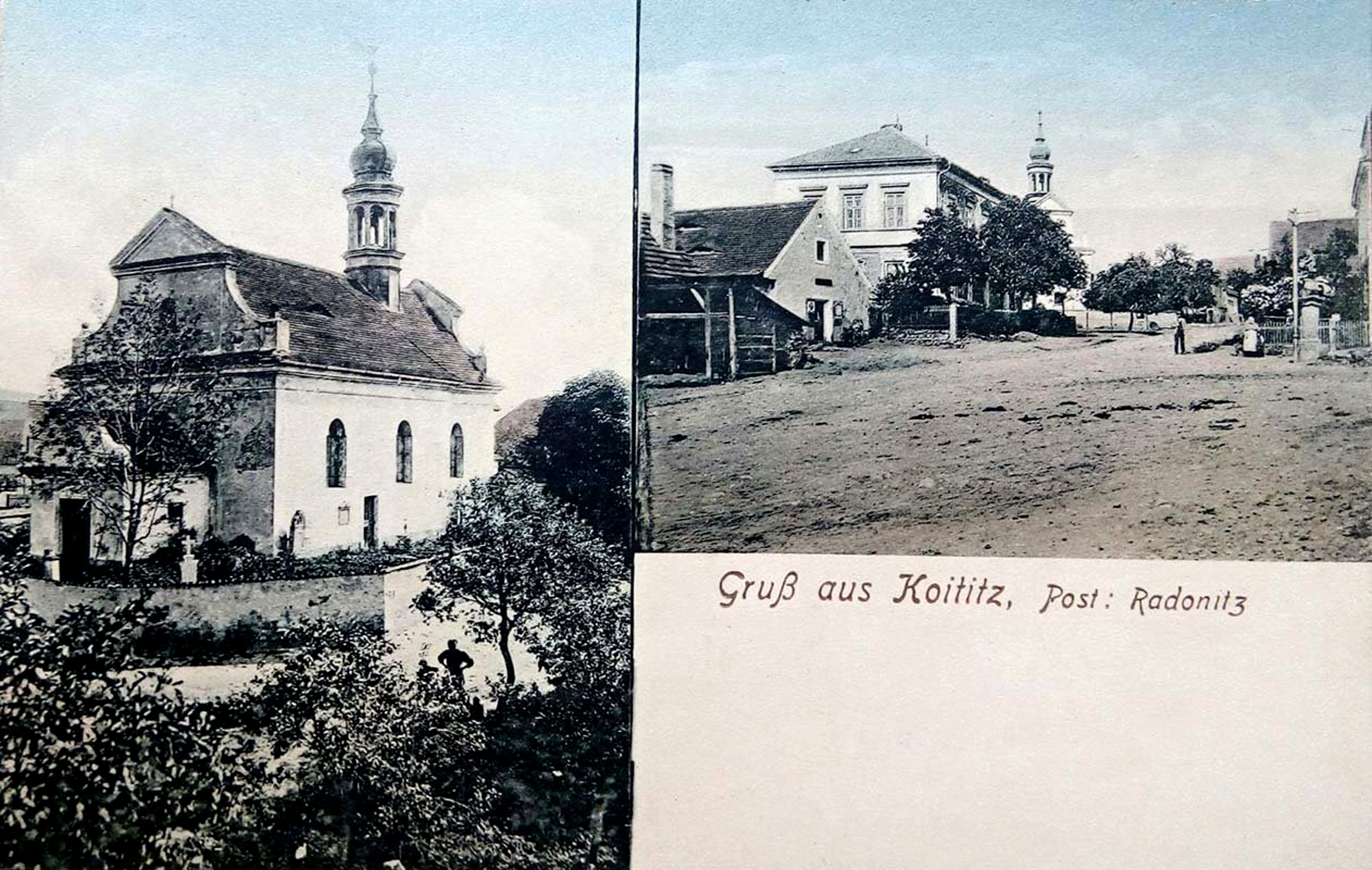
Kostel na pohlednici z roku 1903

Kostel zanikl spolu se hřbitovem v roce 1969, kdy ho zbourala armáda. Zůstaly po něm základy zdí a trosky zdiva. Podle poznámky Bedřicha Bernaua byl oltářní obraz svatého Bartoloměje velmi ošklivý.

## Stavební podoba
Jednolodní kostel měl obdélný půdorys. Na východě jej ukončoval čtvercový presbytář se sakristií v ose kostela. Před západním průčelím byla přistavěna obdélná předsíň. Vstupní průčelí zdůrazňoval trojúhelníkově ukončený štít s barokní soškou Piety ve výklenku. Ze střechy vybíhala štíhlá sanktusová vížka. Fasády byly členěné lizénovými rámci a okny se segmentovým záklenkem. Chrámová loď měla plochý strop, ale presbytář byl zaklenutý plackovou a sakristie valenou klenbou s lunetami.
Okolo kostela se nacházel hřbitov ohrazený hřbitovní zdí, kterou na jižní straně prolamovala brána se segmentově ukončeným vchodem rámovaným pilastry a římsou. Letopočty 1750 a 1904 dokládaly data oprav.

### Externíé odkazy
- Obrázky, zvuky či videa k tématu Kostel svatého Bartoloměje na Wikimedia Commons